# Somatizační porucha
Somatizační porucha je druh somatoformní poruchy charakterizované rozmanitými, měnícími se tělesnými příznaky trvajícími alespoň 2 roky, které nejsou podmíněny organickým somatickým onemocněním, vedou však k častým a opakovaným vyšetřením. Příznaky jsou různé, např. z oblasti trávicího systému, dušnost, bolesti na hrudníku, dysurie a polakisurie, bolesti aj. Začíná obvykle v období dospívání, probíhá chronicky, může být provázena depresí. Léčba je zejména psychoterapeutická.